# Ostřice přetrhovaná
Ostřice přetrhovaná (Carex divulsa, syn. Vignea divulsa) je druh jednoděložné rostliny z čeledi šáchorovité (Cyperaceae). Někdy je udávána také pod jménem tuřice přetrhovaná. Druh je součástí taxonomicky složitého komplexu Carex muricata agg.

## Popis
Jedná se o rostlinu dosahující výšky nejčastěji 30–90 cm. Je vytrvalá a trsnatá s krátkým oddenkem. Listy jsou střídavé, přisedlé, s listovými pochvami. Pochvy dolních lodyžních listů jsou slabě podélně proužkované. Lodyha je trojhranná, delší než listy, drsná, dosti chabá. Čepele listů jsou asi 2–3 mm široké, ploché nebo uprostřed žlábkovité. Na bázi listové čepele je jazýček, který je u horních listů asi 2–12 mm dlouhý. Ostřice přetrhovaná patří mezi stejnoklasé ostřice, všechny klásky vypadají víceméně stejně a obsahují samčí a samičí květy. V dolní části klásku jsou samičí květy, v horní samčí. Klásky jsou uspořádány do cca 5–10 cm dlouhého lichoklasu (klasu klásků), mošničky jsou za plodu rovnovážně šikmo vzhůru vzpřímené, nikoliv rovnovážně rozestálé. Na bázi dolních klásků často jsou štětinovité listeny, které výrazně přesahují klásek, dolní klásek může být nahrazen boční větévkou. Květenství není zcela souvislé, dolní klásky jsou často oddálené, nejspodnější až o 13–36 mm. Oproti jiným blízce příbuzným druhům má ostřice přetrhovaná květenství velmi dlouhé a spodní klásek je nejvíce oddálen, jedná se o podstatný determinační znak. Okvětí chybí. V samčích květech jsou zpravidla 3 tyčinky. Čnělky jsou většinou 2. Plodem je mošnička, úzce kopinatá (nikoliv vejcovitá jako třeba u ostřice měkkoostenné), cca 3,9–5,3 mm dlouhá, na vrcholu pozvolna zúžená do celkem dlouhého zobánku, který je rovný. Každá mošnička je podepřená plevou, která je světle hnědá až bělavě zelená. Kvete nejčastěji v květnu až v červenci. Počet chromozómů: 2n=56 nebo 58.

## Rozšíření
Ostřice přetrhovaná roste v Evropě, chybí v severní Skandinávii a v severním Rusku, přesahuje až do západní Asie. Zavlečena do Severní Ameriky. Mapka rozšíření zde: (Kvůli taxonomickým obtížím skupiny je ji nutno brát s rezervou, mapka ji zřejmě slučuje s druhem ostřice mnoholistá (Carex leersiana)).

## Rozšíření v Česku
V ČR je to poměrně vzácný druh, patří k silně ohroženým rostlinám flóry ČR (kategorie C2). Nejčastěji ji můžeme potkat na východní Moravě. Roste v listnatých lesích a na pasekách od nížin do podhůří.

## Příbuzné druhy
V ČR roste ještě několik dalších druhů z taxonomicky obtížné skupiny ostřice měkkoostenné (Carex muricata agg.): ostřice klasnatá (Carex contigua s. str.), ostřice měkkoostenná (Carex muricata s. str.), ostřice Pairaova (Carex pairae), ostřice mnoholistá (Carex leersiana) a ostřice Chabertova (Carex chabertii).